# Château de Bucy-le-Long
Le château de Bucy-le-Long est une ancienne maison forte, du XIVe siècle, reconstruite en 1480, remanié par la suite, dont l'unique vestige médiéval est une tour, qui se dresse sur la commune de Bucy-le-Long dans le département de l'Aisne en région Hauts-de-France.
Les restes du château médiéval sont partiellement inscrits au titre des monuments historiques par arrêté du 9 janvier 1926. Seule la tour est inscrite.

## Localisation
Les vestiges du château de Bucy-le-Long sont situés dans le département français de l'Aisne sur la commune de Bucy-le-Long, à l'extrémité est du bourg.

## Historique
Une famille de Bucy est connue. Elle a donné, en 1341, un président du Parlement de Paris, Simon de Bucy. Et en 1362, un évêque à Soissons, Simon de Bucy, fils du précédent.
En 1480, le fief, sur lequel se dresse une maison seigneuriale, est acheté par Guillaume de Bische qui fait reconstruire la maison forte.

## Description

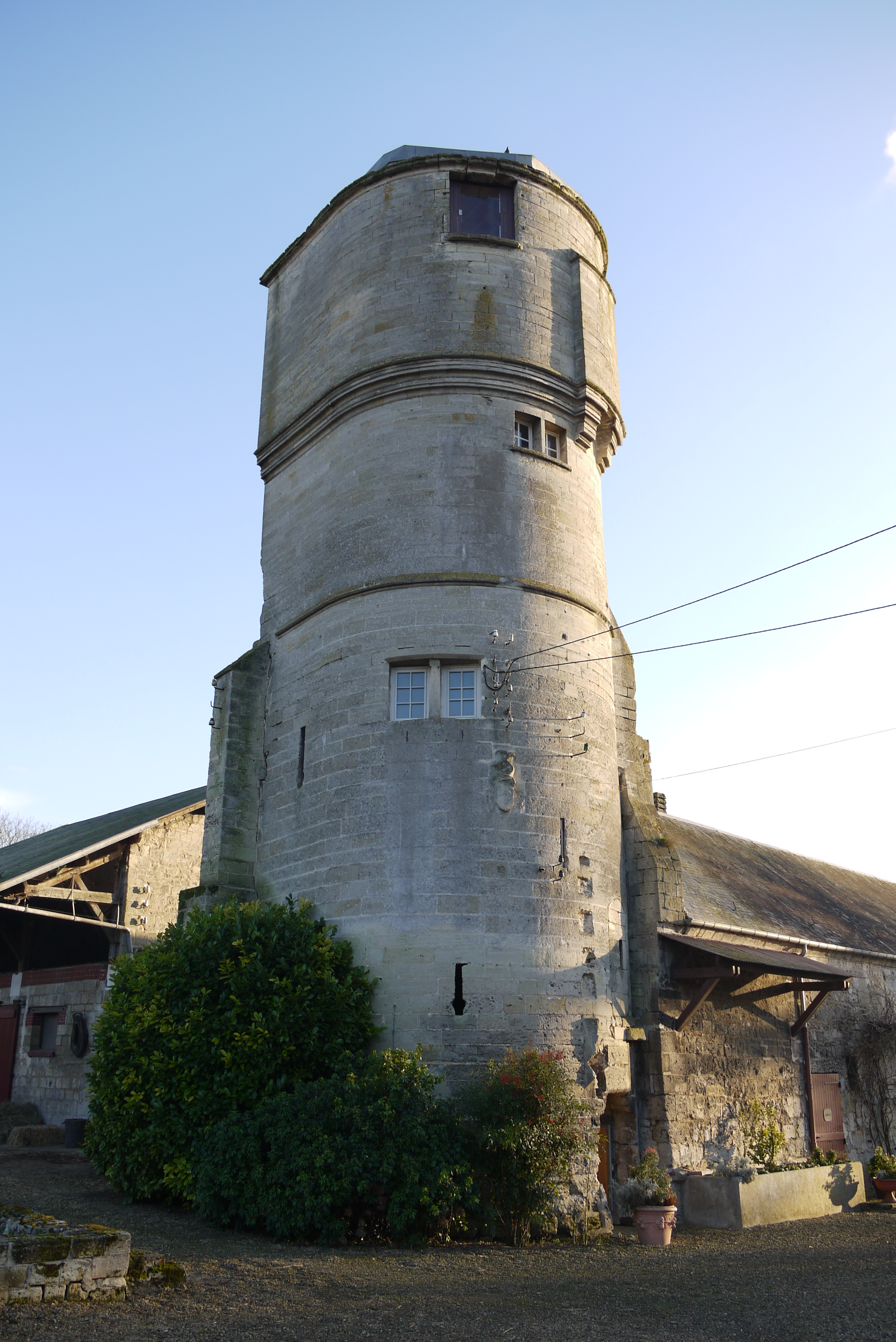

Au XXIe siècle, le château médiéval de Bucy-le-Long présente pour unique vestige les restes d'une tour en forme de fer à cheval (XIIIe siècle ?) avec un couronnement en encorbellement, flanquée d'une tourelle ronde, qui accostait un bâtiment, fragment d'une enceinte disparue. Elle renfermait l'unique accès d'un logis en équerre. On accédait au château par une porte protégée par une herse ainsi qu'une bretèche en partie sommitale. Un escalier en colimaçon desservait deux salles superposées avant de se prolonger dans une tourelle hors œuvre sur culot. Les salles s'éclairaient par des fenêtres rectangulaires couchés à meneaux.
L'appareil est fait de grandes pierres calcaires soigneusement ajustées.